# Calcinus laevimanus
Espèce
Calcinus laevimanus est une espèce de crustacés décapodes, un bernard-l'ermite de la famille des Diogenidae.

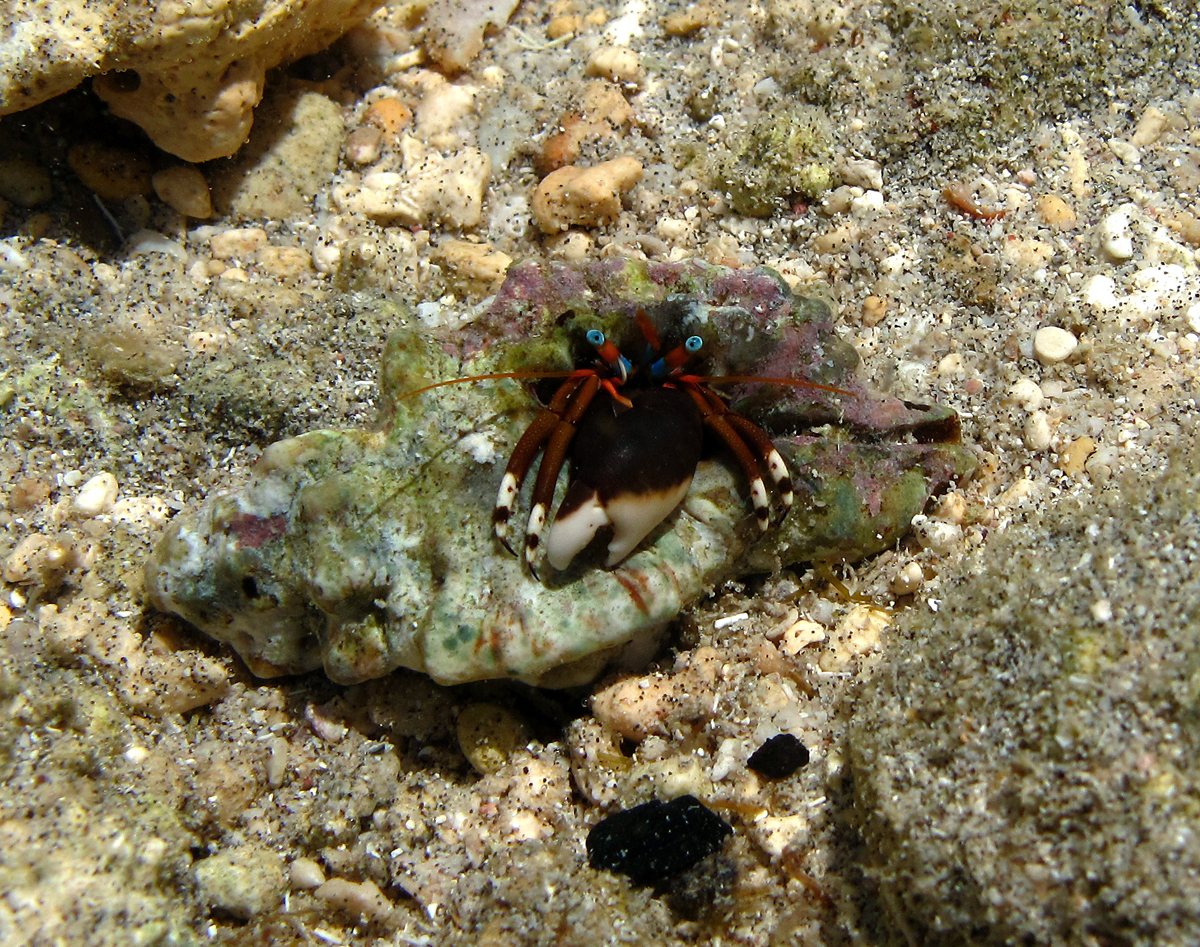
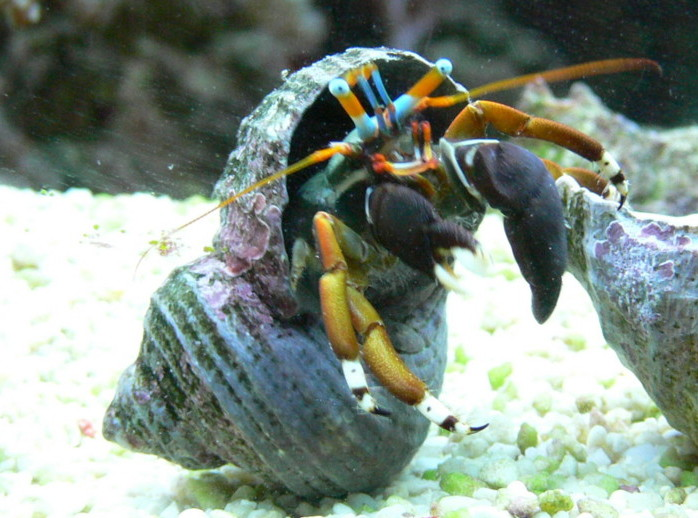
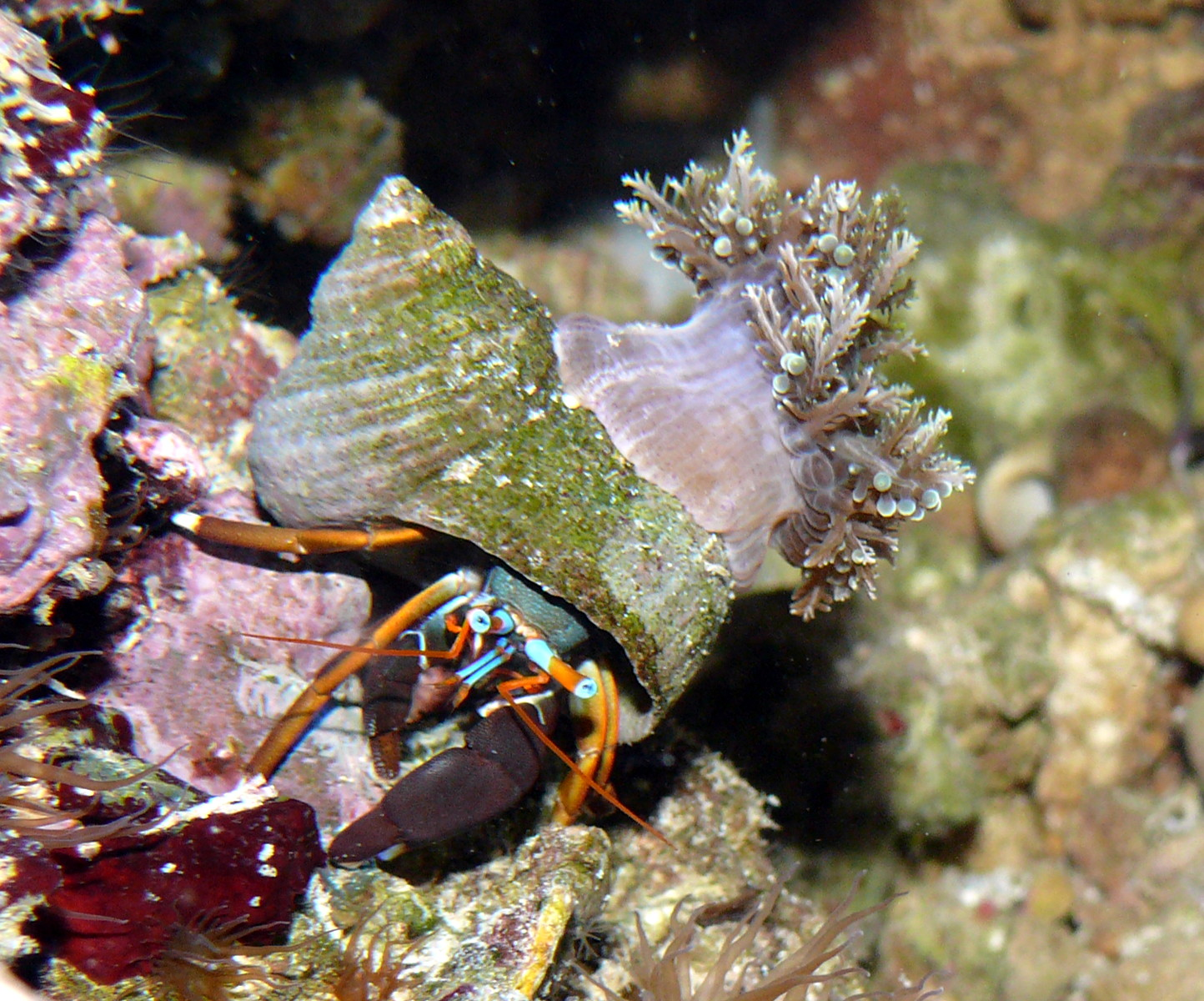
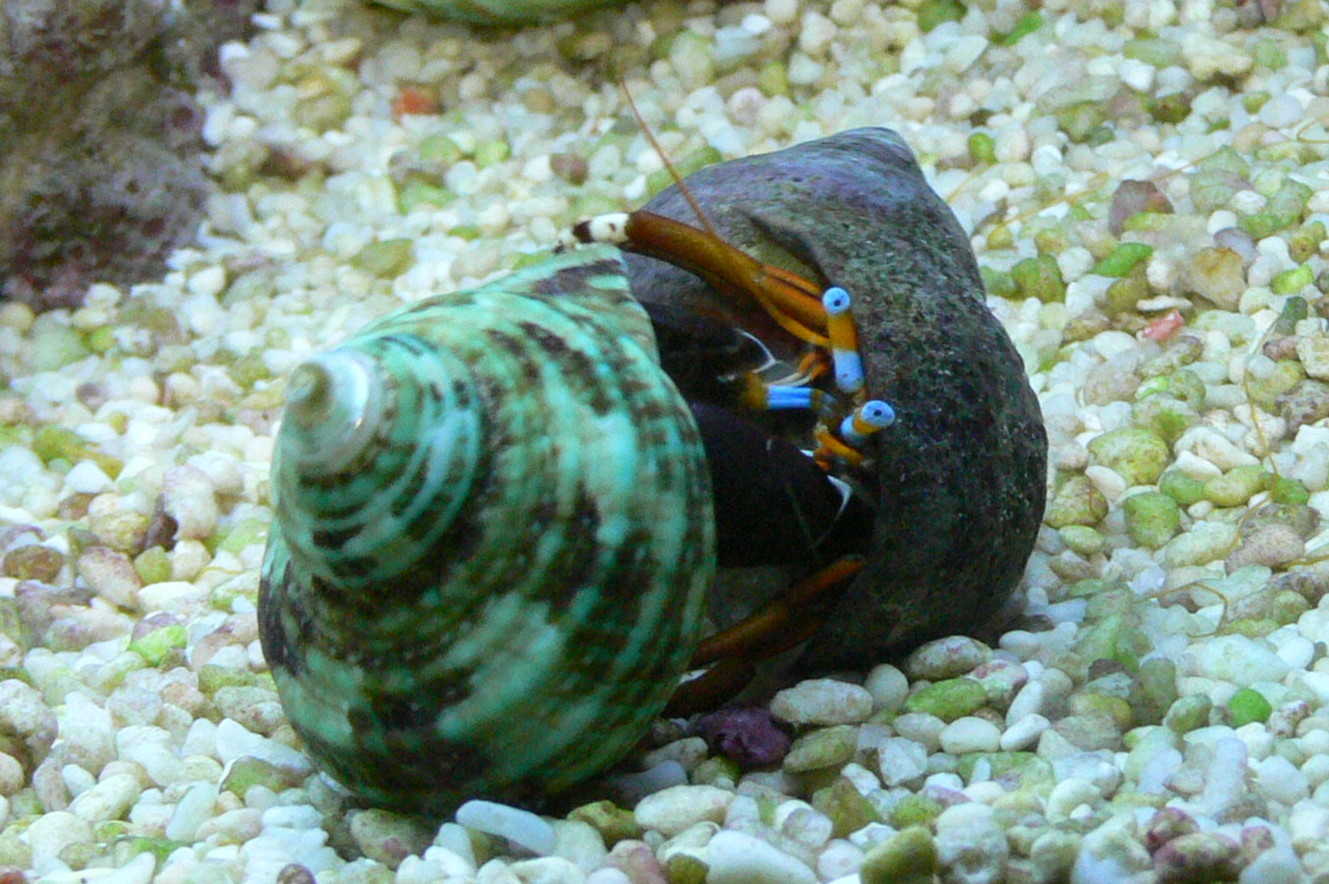